# Vladimir Vîsoțki
Vladimir Vîsoțki (în rusă Владимир Семёнович Высоцкий; n. 25 ianuarie 1938, Moscova, RSFS Rusă, URSS – d. 25 iulie 1980, Moscova, RSFS Rusă, URSS) a fost un actor, cantautor, poet, prozator și scriitor rus din perioada sovietică. E cunoscut ca autor-interpret al pieselor sale la chitară acustică cu 7 corzi.
În urma unui sondaj ВЦИОМ petrecut în 2012, Vîsoțki s-a clasat pe locul doi în topul „Idolii secolului XX”, fiind precedat doar de Gagarin.
Deși ignorat practic total de oficialitățile sovietice, Vîsoțki a exercitat o influență enormă asupra „oamenilor obișnuiți” din Uniunea Sovietică.

## Activitate artistică

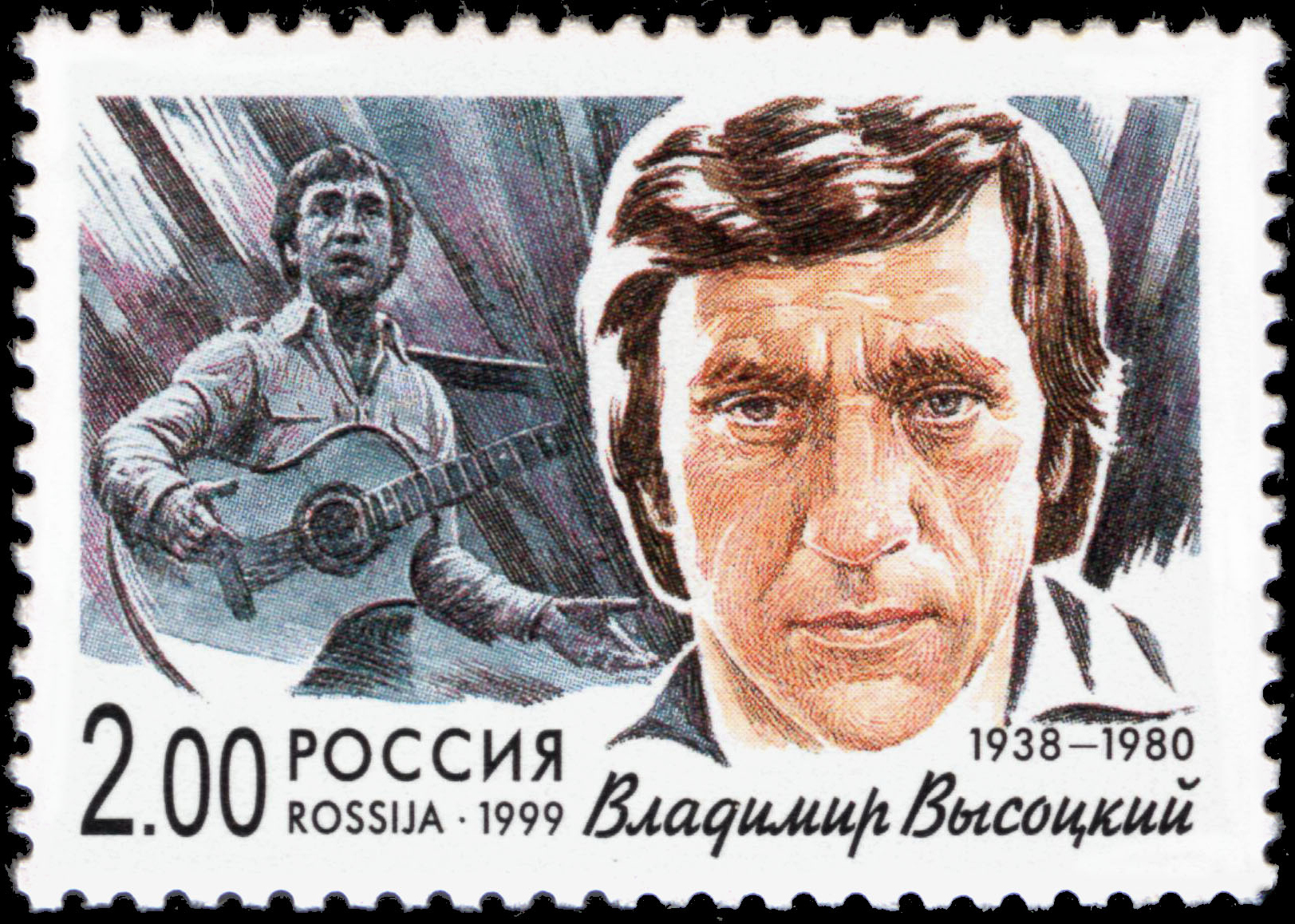
Timbru rusesc din 1999 reprezentându-l pe Vladimir Vîsoțki

S-a bucurat de o largă apreciere în calitate de autor și cântăreț. În perioada anilor '70 a secolului XX cetățenii sovietici își cumpărau casetofoane (o achiziție destul de costisitoare pentru acele vremuri) anume pentru a putea asculta cântecele lui Vladimir Vîsoțki. Multe dintre cântecele sale au ajuns aproape folclor, cu alte cuvinte, erau cunoscute practic de toți oamenii sovietici. Și asta în ciuda faptului că atât cântecele sale, cât și numele său, nu erau pomenite niciodată în sursele oficiale de informație ale Uniunii Sovietice.
Vîsoțki a compus în jur de 600 de poeme și tot atâtea cântece, a jucat circa 30 de roluri de film, a fost actor de teatru și a concertat aproape în toate orașele mari ale Uniunii Sovietice, chiar și în câteva din afara granițelor Uniunii (Paris, New York ș.a).
Întreaga cariera de actor de teatru și-a realizat-o pe scena teatrului Taganka din Moscova. Rolul lui Hamlet interpretat de el este și astăzi considerat ca unul dintre cele mai reușite spectacole ale teatrului Taganka.
Vladimit Vîsoțki este autorul volumului de versuri „Nerv”, apărut postum, în perioada anilor optzeci. Versiunea românească a acestei cărți a apărut la editura „Univers”.

## Viața personală
A fost căsătorit cu celebra actriță franceză de origine rusă Marina Vlady, autoarea unui roman memorialistic despre Vîsoțki a cărui traducere s-a făcut și în română, la începutul anilor '90.